# سيبار أمنانوم
إحداثيات: 33°06′N 44°17′E / 33.10°N 44.29°E

بلاد بابل في عهد حمورابي, حوالي. 1792-1750 ق.م

سيبار-أمنانوم (حديثاً تل الدير في محافظة بغداد، العراق) كان تل في الشرق الأدنى القديم حوالي 70 كيلومتر شمال بابل.

## التاريخ
كانت سيبار-أمنانوم المدينة الشقيقة (أو إحدى ضواحيها) في سيبار. لا يعرف سوى القليل عن تاريخها، إن وجدت، قبل الفترة البابلية القديمة.
كان الإله الرئيسي لسيبار-أمنانوم أنونيتوم (أو إنانا) جانباً شبيهاً بالحرب من عشتار الذي فضله الأكديون. هي ابنة إنليل (Enlil). وفقاً لأسطوانة نابونيدوس تم إعادة بناء معبد إيلماش الأنونيتي (أمنانوم) من قبل الملك البابلي الجديد. كما تشير الأسطوانة إلى إن المعبد كان قد شُيّد في وقت سابق من قبل شاجاراكتي-شورياش، ملك السلالة الكاسكية في بابل. من المفترض أن الهيكل قد دمر في هذه الأثناء شرتروك ناخونته من عيلام عندما دمر سيبار.
لاحظ أن هناك بعض الالتباس على اسم المدينة حيث أن Sinkashid، ملك أوروك، يشير إلى نفسه في نقش باسم «ملك أمنانوم»، حيث يعتقد أن أمنانوم مجموعة قبلية.

## علم الآثار
تم حفر موقع تل الدير، جنبا إلى جنب مع سيبار، من قبل هرمز رسام في أوائل ثمانينات القرن التاسع عشر. معظم الأجهزة اللوحية انتهى بها المطاف في المتحف البريطاني. وكما كان الحال في الأيام الأولى من علم الآثار في الماضي، لم يتم عمل سجلات الحفر، ولا سيما العثور على البقع. هذا يجعل من الصعب معرفة أي من الألواح أتت من سيبار أمنانوم المقابلة لسيبار. وقد تم شراء أقراص تل الدير الأخرى من السكان المحليين بواسطة واليس بودج بينما كان في المنطقة بعد محاولات وجيزة للحفر هناك. وبما إن الموقع قريب نسبياً من بغداد، فقد كان هدفاً شعبياً لعمليات التنقيب غير القانونية. وفي الآونة الأخيرة، تم التنقيب عن تل الدير بين عامي 1970 و 1985 من قبل البعثة الأثارية البلجيكية إلى العراق.

تم حفر «بيت أور أوتو» في منتصف السبعينيات. عقد هذا السكن، من kalamahhum كاهن أنونيتوم، حوالي 2000 ألواح المسمارية التي تشكل أرشيف المنزلية التي تمتد لعدة قرون. كانت معظم الأقراص معاصرة مع عهود أمي صادوقا وأمي ديتانا من السلالة البابلية الأولى.
ساعد تدمير المنزل بالنار على الحفاظ على الألواح. كما عثر في تل الدير على رسائل إلى مسؤول آخر، Ikunpisha، والتي كانت من الملوك سومو آبوم وسومولائيل من بابل.

## وصلات خارجية
- Digital Sippar-Amnanum tablets at CDLI